# Epidendrum orbiculatum
Epidendrum orbiculatum är en orkidéart som beskrevs av Charles Schweinfurth. Epidendrum orbiculatum ingår i släktet Epidendrum och familjen orkidéer. Inga underarter finns listade i Catalogue of Life.